# Matty James
Matthew Lee James, detto Matty (Bacup, 22 luglio 1991) è un calciatore inglese, centrocampista del Wrexham.

## Carriera

### Club
Cresce calcisticamente nel Manchester United non esordendo mai però in Premier League dal 2009 al 2012. Nella stagione 2010-2011 passa in prestito al Preston N.E.. Si trasferisce a titolo definitivo nell'estate 2012 al Leicester City vincendo la Football League Championship 2013-2014 e venendo promosso nel massimo campionato inglese. Nella prima stagione in massima serie trova la salvezza nella Premier League 2014-2015. Il 2 maggio 2016 grazie al pareggio per 2-2 del Tottenham secondo in classifica contro il Chelsea, che segue il pareggio del giorno prima dei Foxes contro il Manchester United per 1-1, si laurea campione d'Inghilterra 2015-2016 con il Leicester City.
Il 16 ottobre 2020 viene ceduto in prestito al Barnsley fino alla fine della stagione.

### Nazionale
Ha giocato nelle selezioni giovanili dell'Inghilterra nell'under 16, under 17, under 19 e under 20.

## Palmarès
- Football League Championship: 1

Leicester City: 2013-2014
- Campionato inglese: 1

Leicester City: 2015-2016